# Sentier no 44 (Vottem)
Le Sentier du Moulin à Vent ou Sentier no 44, un chemin rural long de 1136 mètres, traversait la partie orientale de Vottem (Belgique). Il en subsiste quelques tronçons, le reste est déclassé ou devenu rue. L’assiette du sentier n’appartient pas au domaine public, mais les propriétaires doivent garantir le passage. La partie centrale du sentier traverse un périmetre à intérêts paysager et biologique.  

## Historique
Ce chemin associé à la géographie agraire est renseigné sur la carte de Vandermaelen (1850). 

## Situation

### Situation originelle
Ce sentier apparaît à l’Atlas des chemins vicinaux (1841). La publication à l’atlas garantit un droit de passage pour le public. Le sentier courait en parallèle à la Chaussée Brunehault, et peut avoir servi comme alternative lorsque la Chaussée était embourbée (« Sentier d’hiver »). La longue descente de la Chaussée vers la Meuse, à travers Vottem, est interrompue par une contre-pente après le passage du Rida (ruisseau). Par exemple, en 1918, la Chaussée est décrite ici comme “une voie de terre large, sinueuse, très pittoresque qui traverse un fond plaisant de prairies et vergers que surmontent de très hauts peupliers. On peut supposer que les voyageurs, et particulièrement les meneurs d'animaux de bât (cheval de bât, mulet et âne) aient parfois voulu éviter le passage embourbé du Rida (surtout en hiver), ainsi que la butte prononcée (actuel carrefour de la Chaussée Brunehault et la Rue Vert-Vinâve) en empruntant ce sentier parallèle.
Même au début du XXe siècle, encore, après de grosses pluies, les gens évitaient les boues dans la Chaussée Brunehault en passant par ce sentier.

### Situation actuelle
Le sentier démarrait de la Chaussée Brunehault. Toute la partie sud a été supprimée en 1957. Il croisait la Rue des Meuniers et la Rue Sous la Ville. Un passage subsiste entre deux maisons de cette rue. 
Le sentier croisait le Sentier Marnette. L'assise du tronçon suivant est présente, bordée d'une belle rangée d'arbres. Il est encore visible. 

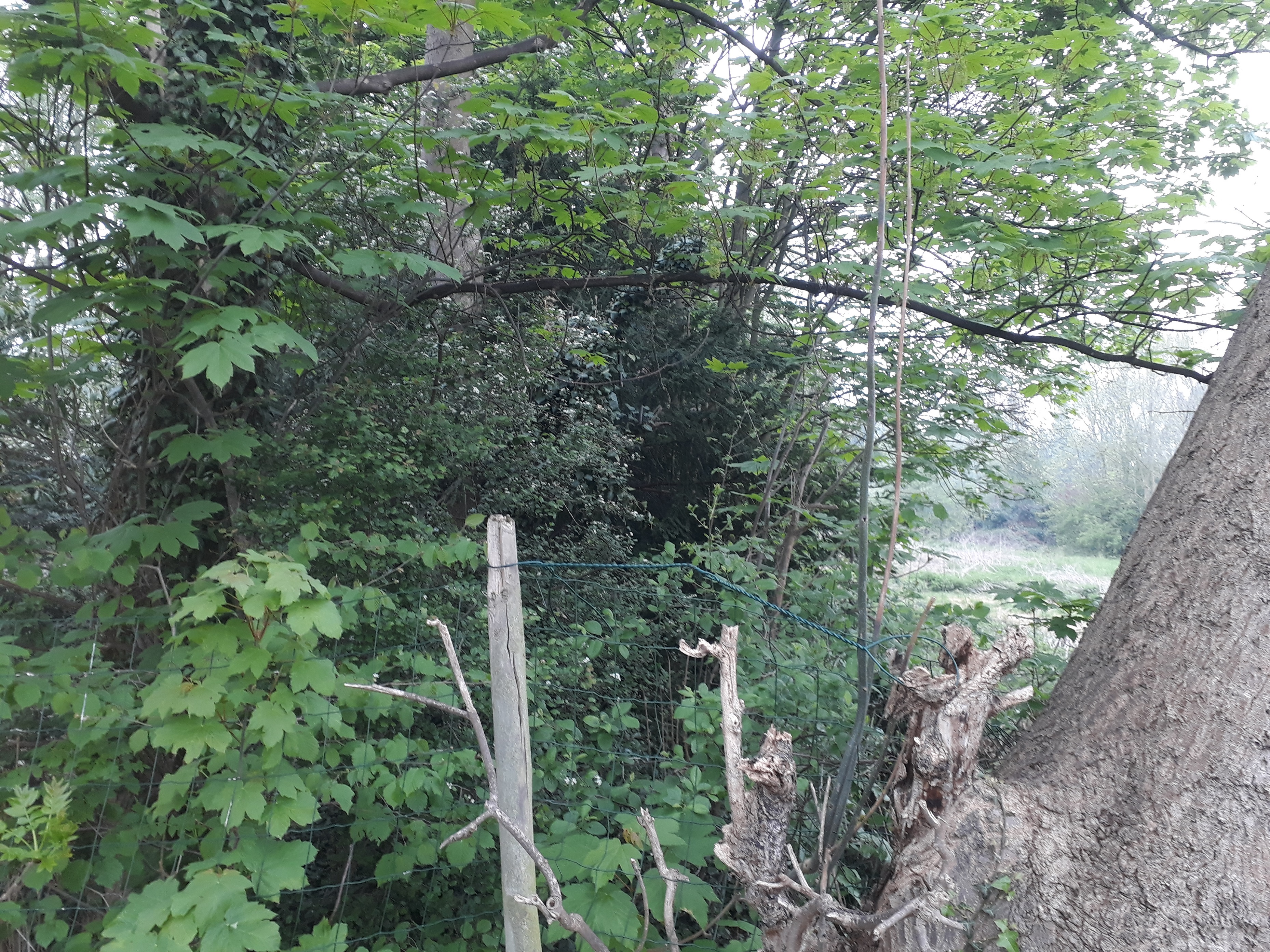
Tronçon déclassé, envahi par la végétation

La partie suivante bien que faisant partie de la section supprimée existe encore sur le terrain. Le sentier passe entre le terrain du Royal Racing Club Vottem et ses tribunes.
La partie suivante est un beau chemin en chicane entre les deux terrains de foot.
Au nord du terrain de football le sentier n’est pas déclassé, mais entièrement envahi par la végétation. Ensuite le sentier passe sur un asphalte, entre séniorie et le hall omnisports de l'ancien Athénée de Vottem (utilisé occasionnellement par l'AR Herstal). Terrain clôturé au nord mais pas au sud.

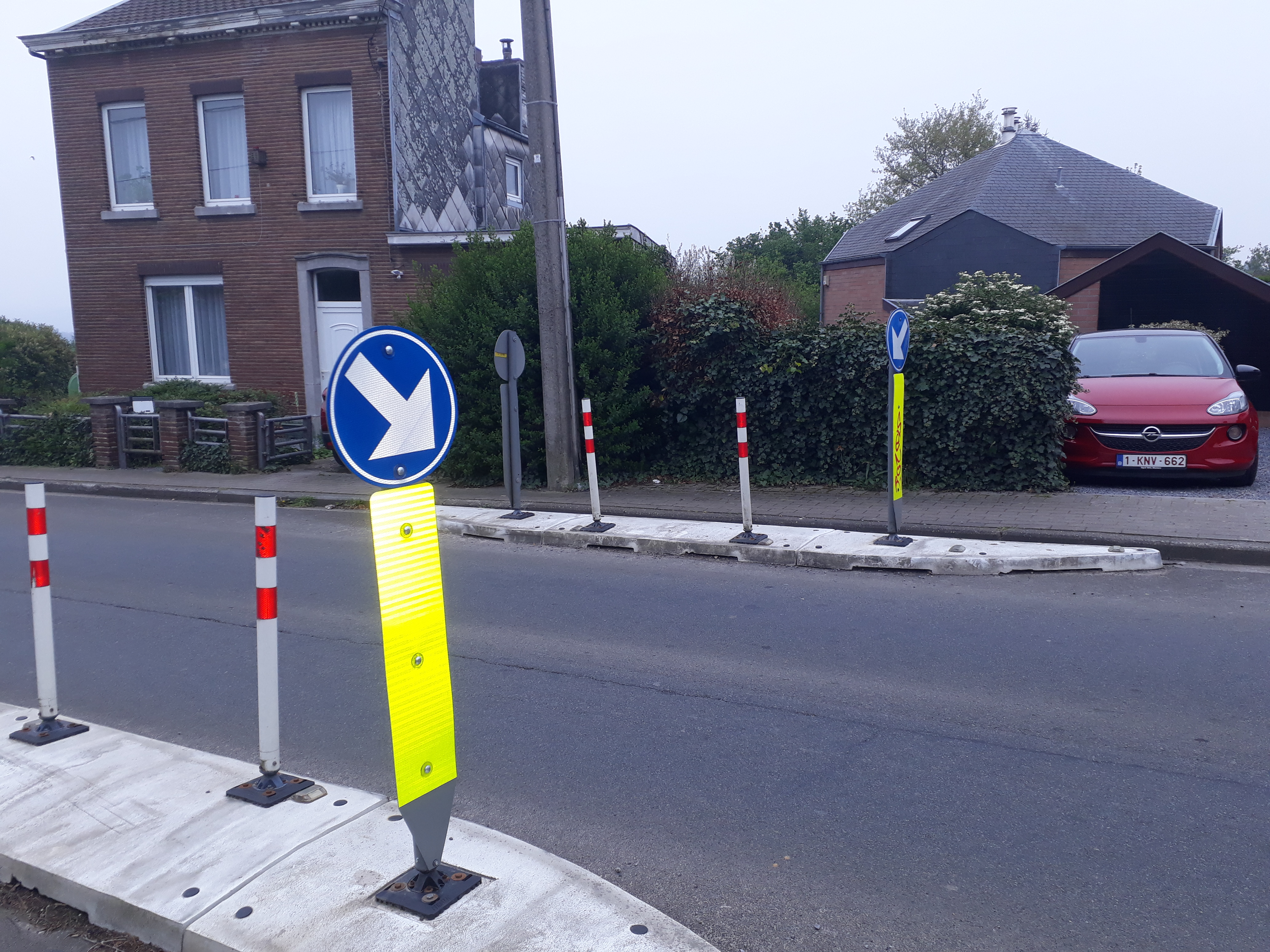
Au croisement avec la Rue Visé-Voie, le sentier passe entre deux haies. Le passage a été entretenu depuis lors

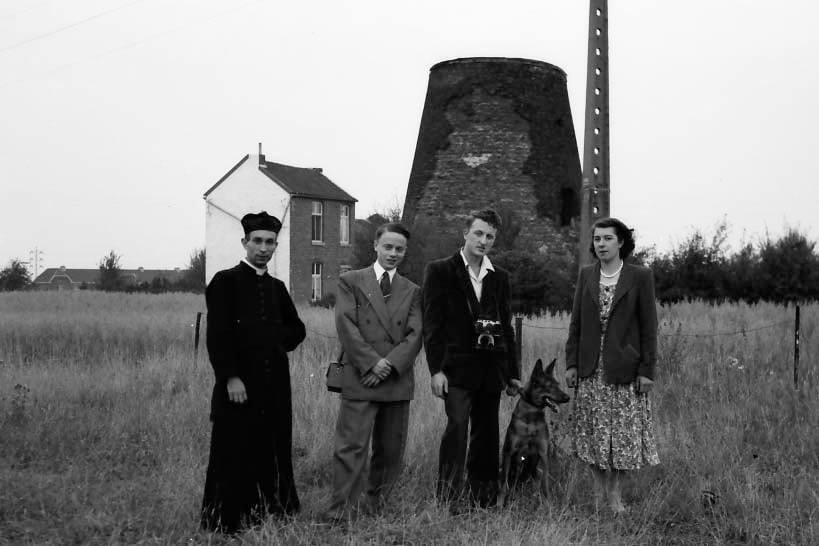
Venant du nord (à droite sur la photo), le Sentier n° 44 suivait la haie et passait devant le Moulin Bouquette - le moulin, les maisons alentour et ce tronçon du sentier ont disparu à la suite des travaux d'autoroute

Au croisement avec la Rue Visé Voie, le sentier subsiste sur 150 mètres et donne accès aux jardins. Ensuite, entre la Rue Visé Voie et la Rue des Moissons, il suit les rues actuelles. Il a été coupé par l’autoroute, à l’endroit même où se trouvait le Moulin Bouquette. A l'emplacement du moulin, on a planté un séquoia géant (circonférence: 3,5 m en 2021), ce qui permet de visionner l'ancien tracé du sentier.
Le sentier reprend au nord de l’autoroute mais est envahi par la végétation. La dernière partie est un chemin empierré, qui aboutit à la Rue du Réservoir (Sentier no 22), non loin de sa jonction avec la Chaussée Brunehault.

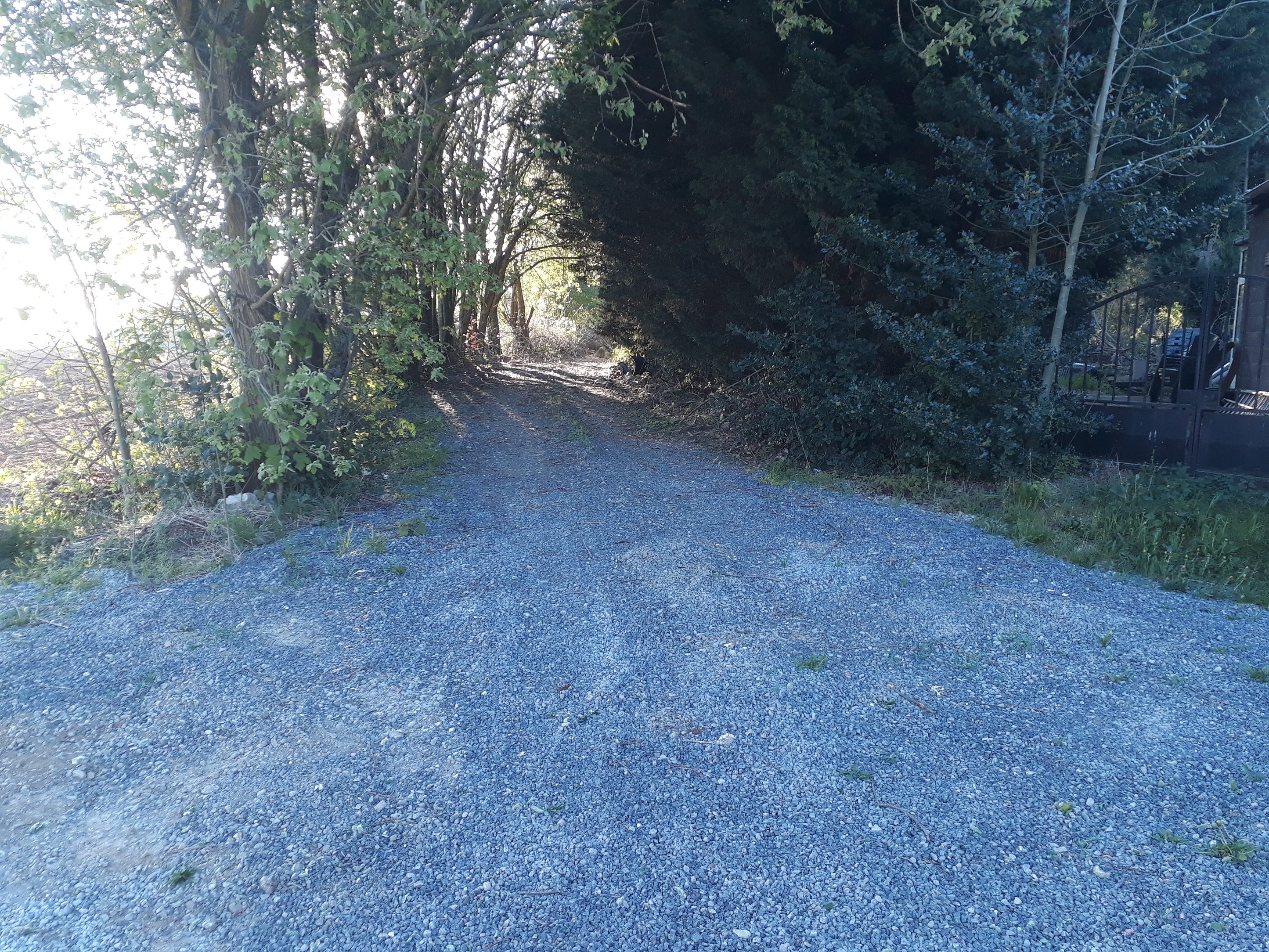
La dernière partie est empierrée

## Odonymie
Le numéro 44 a été attribué à ce chemin dans l’Atlas des chemins vicinaux (1841). Il s’agit d’un numéro séquentiel, tous chemins et sentiers confondus, appartenant à une même commune avant fusions. Le Tableau Général de cet Atlas, comprend également le nom officiel du sentier: Sentier du Moulin à Vent. La montée forte de ce sentier, entre le Rida et la Rue Visé-Voie s'appelle Tièr des Pôyes (Thier des Poules) en wallon.

## Paysage
Le chemin passait dans un paysage rural, témoin des paysages de l’époque du maraîchage à Vottem.

## Voiries adjacentes
- Chaussée Brunehault
- Rue Sous la Ville
- Sentier Marnette
- Rue Visé-Voie
- Rue du Pireux
- Rue des Moissons
- Rue du Réservoir

## Fonction actuelle
On attribue aux chemins vicinaux une importance esthétique et paysagère, sociale, touristique ainsi parfois qu'en termes de service écosystémique (en tant qu'éléments naturels relictuels susceptible de participer à la trame verte et/ou bleue,. Après réhabilitation, le sentier no 44 dans un paysage rural reboisé, pourrait très bien faire partie d’un circuit de promenade en lien avec les cinq sources de Vottem.